# Nur ad-Din al-Bitruji
Nur ad-Din al-Bitruji (ook wel geschreven als Nur al-Din Ibn Ishaq Al-Betrugi of Abu Ishâk ibn al-Bitrogi of al Bidrudschi), ook wel bekend als Alpetragius (? - 1204), was een astronoom uit Andalusië. Over zijn leven is heel weinig bekend. Hij was een leerling van Ibn Tufayl (Abubacer) en een tijdgenoot van Averroes.
De krater Alpetragius op de maan is naar hem genoemd.

## Studiegebied
Al-Bitruji schreef het boek Kitab-al-Hay’ah (Arabisch: كتاب الحياة), dat hij vertaalde in het Hebreeuws en dat later, in 1217, door Michael Scot werd vertaald naar het Latijn als De motibus celorum (eerste druk, Wenen in 1531).
Hij verbeterde de theorie over de beweging van de planeten (dwalende sterren), waarin hij probeerde de epicykels te negeren en de "vreemde" beweging van de "dwalende sterren" te verklaren door draaiingen van cirkels.
Dit was een aanpassing van het model van de beweging der planeten, zoals dat door zijn voorgangers Ibn Bajjah (Avempace) en Ibn Tufayl (Abubacer) was voorgesteld.
Hij slaagde er niet in Ptolemaeus' planetair model te vervangen, doordat in zijn model een aantal voorspelde posities minder accuraat waren dan in het model van Ptolemaeus.

## Bron
- Helaine Selin, Encyclopaedia of the history of science, technology, and medicine in non western cultures, p. 160.

- Bibliothèque nationale de France: cb12794774z (data)
- Gemeinsame Normdatei: 104053119
- International Standard Name Identifier: 0000 0001 1907 7735
- Library of Congress Control Number: n2020019155
- Réseau des bibliothèques de Suisse occidentale: 02-A019073493
- Istituto Centrale per il Catalogo Unico: BVEV017765
- Virtual International Authority File: 265088688